# 麗紋雲南鰍
麗紋云南鳅（学名：Yunnanilus pulcherrimus）为輻鰭魚綱鲤形目條鳅科云南鳅属的鰭中一種，分布於中國紅水河流域，體長可達5.8公分，棲息在溪流底層水域，生活習性不明

## 扩展阅读
維基物種上的相關：麗紋云南鳅